# أكسل كوك
أكسل كوك (بالسويدية: Axel Kock)‏ هو محاضر ‏ سويدي، ولد في 2 مارس 1851 في Trelleborg Parish ‏ في السويد، وتوفي في 18 مارس 1935 في Lund Cathedral parish ‏ في السويد.